# Куликово (село, Омская область)
Кулико́во — село Калачинского района Омской области. Административный центр Куликовского сельского поселения.

## География
Село находится на левом берегу реки Оми. Куликово имеет равнинный характер рельефа, плодородный чернозёмный слой почвы, но по берегам Оми (главного источника пресной воды в селе) — местность овражистая. На противоположном (правом) берегу Оми имеется деревня Куликово, имеющая общую историю с селом Куликово, но входящая в Воскресенское сельское поселение.

## История
Село Куликово основано в 1767 году Петром Григорьевичем Куликовым, в честь кого оно и названо.
1755—1767
В 1755 году по приказу Киндермана была совершена экспедиция вдоль Оми. Целью этой экспедиции было топографическое изучение местности и ландшафта для прокладки почтовой дороги. Командующим экспедицией был назначен прапорщик Уксусников. После неё он доложил, что на реке Оми имеется множество удобных мест для создания новых населённых пунктов. В 1765 году начальник инженерной экспедиции Сибирского корпуса генерал-майор Малм по приказу генерал-поручика Шпрингера объезжал форпосты. После этого он сообщил: «По реке Омь много сенных покосов, пахотных земель и скотского выгону и лесу берёзового за рекой довольно много». Своим докладом он описывал эту местность, как более, чем пригодной для проживания и одно из таких мест в его описании — территория, где сейчас находится деревня Куликово на правом берегу реки.
1767—1795
В 1767—1768 годах переселенцы Камышловского уезда Пермской губернии образовали деревню Куликово, названую в честь её основателя — Петра Григорьевича Куликова, который остался здесь жить. В числе первых переселенцев были такие крестьянские семьи, как Измайловы, Кругловы, Язовы и др. Есть предположение, что жителям таких деревень нередко приходилось обороняться от таких кочевых народов, как киргизы, джунгары и др. Главными занятиями первых куликовцев были хлебопашество и домашнее скотоводство.
С течением времени, семьи куликовцев разрастались, а вместе с ними и село. В переписи населения 1795 года указаны такие данные: «Население деревни Куликово составляет 58 мужчин и 55 женщин». В конце IX века в Куликово стали подселяться семьи переселенцев, что в большей степени повлияло на рост численности населения села.
1795—1940
В селе была Михайло-Архангельская церковь. Церковь существовала уже в первой половине XIX века. Позднее, в 1860 году было начато строительство нового здания церкви. Церковь была построена каменная, однопрестольная, строительство велось на средства прихожан. В 1869 году новая церковь была закончена и освящена.
В конце XIX века стали ехать переселенцы в Сибирь. Множество переселенцев стали селиться в Куликово, что повлияло на рост села. В самом селе находилось здание медобслуживания, а также проводились почтовые операции. 21 ноября 1871 года было открыто Куликовское начальное народное сельское училище.
Во второй половине XIX века село Куликово было центром Сыропятской волости Тюкалинского уезда Тобольской губернии. С 1895 года Куликово стало центром новой Куликовской волости.
В 1896 году начинается строительство Западно-Сибирской железной дороги, которая проходила через Калачинск (тогда входил в состав Куликовской волости). Жители деревень и сёл, недалеко от которых строилась железная дорога, должны были принимать участие в этом деле. Железная дорога сыграла огромную роль в переселении. Многие переселенцы останавливались в селе и обустраивали свой быт. Село являлось в те времена поставщиком хлеба и масла. Свой товар куликовцы свозили на станцию Калачинск. По отчетности железнодорожников в 1913 году со станции Калачинск было отправлено грузов на 2478123 хлебных злаков, в том числе пшеницы на 2300444 и масла 29816.
Уже в XX веке село Куликово разделилось по реке Оми на две части: село Куликово и деревню Куликово.
5 декабря 1919 года по решению Сибревкома село Куликово вошло в состав Калачинского уезда.
За годы советского периода появился совхоз, который предоставил огромное количество рабочих мест, в котором находилось много сельхозтехники. Период советской власти связан с поднятие и процветанием села.
В 1928 г. село Куликово (л.б.) состояло из 205 хозяйств, основное население — русские. В составе Куликовского сельсовета Калачинский район Омского округа Сибирского края.
Великая Отечественная война
Из Куликово и ближайших деревень на фронт ушло 617 человек. Вернулись с фронта чуть больше половины. В декабре 2014 года ушёл из жизни последний куликовский ветеран Великой Отечественной войны — Иван Николаевич Фрис. В годы войны и послевоенные годы в селе работал Куликовский детский дом № 169. На сайте Куликовского историко-краеведческого музея опубликован список детдомовцев. В списке — имена детей, эвакуированных из разных уголков Советского Союза и находившихся во время войны и в послевоенные годы в детском доме № 169 в селе Куликово.
Наши дни
Сегодня в селе Куликово есть свой детский сад, библиотека, музей, Дом Культуры, детская школа искусств, церковный приход, а также школа, куда на школьном автобусе привозят детей из ближайших деревень. Почти везде проложен асфальт есть уличное освещение. В большинстве домов есть водопровод и проведён газ. На сегодняшний день в селе насчитывается около полторы тысячи человек.

## Население
| 2002 | 2010  |
| ---- | ----- |
| 1318 | ↘1244 |